# 임고서원 전적
임고서원 전적(臨皐書院 典籍)은 대한민국 경상북도 영천시에 있는 조선시대의 전적류이다. 1991년 12월 16일 대한민국의 보물 제1109호로 지정되었다.

## 개요
임고서원에 소장되어 있는 전적들은 명종 8년(1553)에서 조선 후기까지 있다. 임고서원은 명종 8년(1553)에 창건되어, 선조 36년(1603)에 중건되었다.
임고서원에 소장되어 있는 전적은 약 200여 책이 있는데, 이 중에서 지정된 것은 10종 25책이다. 지정된 책을 보면, 『신편음점성리군서구해』·『논어언해』·『심원록』·『임고서원고왕록』·『임고서원장학계안』등의 책으로 모두가 임고서원에 관련된 책이다.
이 책을 통해 임고서원이 창건한 명종 8년(1553)에서 조선 후기까지의 사정을 알 수 있는 자료로 서원의 운영과 구성 등 서원연구에 중요한 자료로 평가된다.

## 상세목록
| 번호 | 명칭                                                                              | 수량 |
| ---- | --------------------------------------------------------------------------------- | ---- |
| 1    | 임고서원소장전적-신편음점성리군서구해 (臨皐書院所藏典籍-新編音點性理群書句解)     | 6冊  |
| 2    | 임고서원소장전적-회찬송악악무목왕정충록 (臨皐書院所藏典籍-會纂宋岳鄂武穆王精忠錄) | 3冊  |
| 3    | 임고서원소장전적-논어언해                                                         | 3冊  |
| 4    | 임고서원소장전적-심원록                                                           | 6冊  |
| 5    | 임고서원소장전적-고왕록                                                           | 2冊  |
| 6    | 임고서원소장전적-임고서원전곡집물범례등록                                         | 1冊  |
| 7    | 임고서원소장전적-임고서원장학계안(부)절목                                         | 1冊  |
| 8    | 임고서원소장전적-환성사결입안                                                     | 1冊  |
| 9    | 임고서원소장전적-임고서원범규                                                     | 1冊  |
| 10   | 임고서원소장전적-서원규범                                                         | 1冊  |

## 같이 보기
- 임고서원

## 참고 자료
- 임고서원 전적 - 국가유산청 국가유산포털